# Зумісвальд
Зумісвальд (нім. Sumiswald) — громада  в Швейцарії в кантоні Берн, адміністративний округ Емменталь.

## Географія
Громада розташована на відстані близько 23 км на північний схід від Берна.
Зумісвальд має площу 59,3 км², з яких на 5,1% дозволяється будівництво (житлове та будівництво доріг), 47,9% використовуються в сільськогосподарських цілях, 46,2% зайнято лісами, 0,8% не є продуктивними (річки, льодовики або гори).

## Демографія
2019 року в громаді мешкало 5026 осіб (+0% порівняно з 2010 роком), іноземців було 6,4%. Густота населення становила 85 осіб/км².
За віковим діапазоном населення розподілялося таким чином: 19,2% — особи молодші 20 років, 57,7% — особи у віці 20—64 років, 23,1% — особи у віці 65 років та старші. Було 2268 помешкань (у середньому 2,2 особи в помешканні).
Із загальної кількості 2974 працюючих 447 було зайнятих в первинному секторі, 1183 — в обробній промисловості, 1344 — в галузі послуг.